# Moviment d'Alliberament Popular de Gambella
El Moviment d'Alliberament Popular de Gambella (MAPG) fou un grup armat d'Etiòpia de majoria anuak.
Als anys vuitanta es va formar el Front d'Alliberament de Gambella que aviat es va dividir en diverses faccions. Una d'aquestes va formar el Moviment d'Alliberament Popular de Gambella/Gambella People's Liberation Movement (GPLM) el 1985 amb suport del govern del Sudan i aliat al Front d'Alliberament Oromo. A la segona meitat dels anys vuitanta, aliats al Front Democràtic Revolucionari Popular Etíop va fer diverses accions guerrilleres a la frontera amb Sudan. El 1991, quan Menguistu Haile Mariam estava a punt de ser enderrocat, el Moviment d'Alliberament Popular de Gambella va prendre el poder a la regió de Gambella (16 de maig de 1991) que va mantenir durant el període de transició. El cap de l'organització Agwa Alemu fou mort per les seves pròpies tropes; fou un temps de violència entre els nuers i els anuaks; el moviment no volia ser satelitzat pel Front Democràtic Revolucionari Popular Etíop i mantenia posicions pròpies i quan el govern va ordenar la desmobilització de les forces, van esclatar enfrontaments armats a la capital regional i finalment els combatents es van retirar al Sudan durant uns mesos fins que es va arribar a un acord i els milicians foren integrats a l'exèrcit nacional.
El 1994 el moviment fou rebatejat Partit d'Alliberament Popular de Gambella/Gambela People’s Liberation Party (GPLP), i va guanyar les eleccions regionals però ràpidament es van trencar les relacions amb el govern central a causa d'acusacions de malgastar i de corrupció i Addis Abeba va establir el govern directe. Llavors un cens fet pel govern central va determinar que els nuer eren la majoria de la població de Gambella i els anuak no ho van acceptar al·legant que la major part dels nuer eren refugiats del Sudan.
Retornat al govern el 1995, sota pressió del govern central el Partit es va unir al Partit Unit Democràtic Popular de Gambella/Gambela People's Democratic Unity Party (GPDUP) (de majoria nuer) per formar el Front Democràtic Popular de Gambella/Gambela People's Democratic Front (GPDF) rebatejat el 2003 com a Moviment Democràtic Popular de Gambella/Gambela People's Democratic Movement. Els anuaks, que quedaven en minoria, no es van mostrar satisfets i una part es va escindir i va formar el Congrés Democràtic Popular de Gambella/Gambela People's Democratic Congress.